# Spica (torpediniera)
La Spica è stata una torpediniera della Regia Marina, poi riclassificata come cacciatorpediniere dalla Marina reale svedese con cui servì sotto il nome di Romulus.

## Storia
Prima unità e capoclasse della numerosa classe omonima, ordinata nel 1933 come prototipo ed ultimata due anni più tardi, la Spica, dopo il completamento, effettuò delle crociere per verificare le proprie prestazioni, dapprima lungo le coste italiane e poi, nel 1936, nel Dodecaneso. Le prove in mare rivelarono scarse qualità nautiche ma buone caratteristiche generali della classe, che spinsero ad avviarne la produzione in serie.

### Servizio nella Regia Marina
Durante il 1937 la nave partecipò alla guerra civile spagnola, con missioni di contrasto del contrabbando di rifornimenti per le truppe spagnole repubblicane.
Il 2 giugno 1939 la torpediniera, insieme alla gemella Canopo, fu di scorta alla motonave Città di Palermo, che aveva a bordo i principi di Piemonte per la rivista navale di primavera.
Nel 1939-1940 la nave aveva base a Cagliari inquadrata nella IX Squadriglia Torpediniere, insieme alle gemelle Astore, Canopo e Cassiopea.

### HMS Romulus (27)
Nel dicembre 1939 una commissione svedese si recò in Italia per valutare l'acquisto di alcune unità italiane: la decisione cadde appunto sulla Spica e sulla gemella Astore, oltre che sugli anziani cacciatorpediniere Giovanni Nicotera e Bettino Ricasoli. Il 27 marzo 1940 la Spica venne venduta alla Marina reale svedese, venendo quindi rinominata Romulus e riclassificata cacciatorpediniere. Astore, Nicotera e Ricasoli vennero invece ribattezzati rispettivamente Remus, Psilander e Puke.

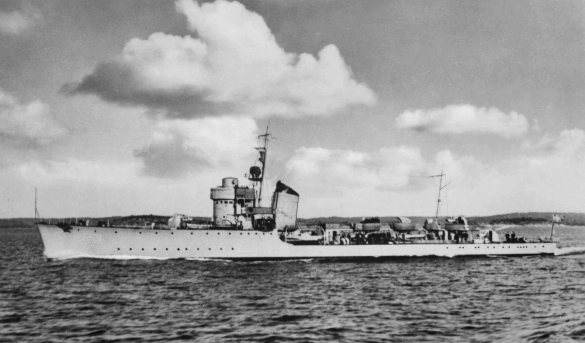
La Spica dopo l’entrata in servizio per la Marina svedese, con il nome di Romulus

Il 14 aprile 1940 le quattro unità salparono da La Spezia e si portarono a Napoli per poi iniziare la navigazione di trasferimento in Svezia, ma quando, il 18, ripartirono dalla città partenopea, il Puke e lo Psilander entrarono in collisione arrecandosi reciprocamente vari danni, dovendo pertanto fare rotta su Cartagena, ove giunsero il 23 aprile.
Eseguite le riparazioni, le navi proseguirono il loro viaggio ed il 19 giugno giunsero, insieme alla nave ausiliaria Patrica (ex italiana Patris II) a Skaalefjord, nelle isole Fær Øer, dove però furono fermate e sequestrate l'indomani dai cacciatorpediniere britannici Tartar, Mashona e Maori. Gli equipaggi, imbarcati sulla Patrica e sulla nave cisterna Castor, rimpatriarono in Svezia il 21.
Il 22 giugno la Svezia chiese la restituzione delle navi. Il 25, alle 18.30, il Romulus (con equipaggio britannico) lasciò il porto insieme allo Psilander e scortato dal cacciatorpediniere Mashona, dai cacciasommergibili Windermere e Buttermere e dalla nave ausiliaria St. Magnus. Le navi giunsero a Kirkwall alle 13.30 del 26 ed il 2 luglio tornarono in mano svedese; tre giorni dopo lasciarono Kirkwall ed il 10 luglio, nonostante un accidentale attacco aereo da parte di velivoli del 18° Group del Coastal Command, arrivarono a Göteborg, entrando in servizio nella Marina svedese.
Le unità ex italiane costituirono un notevole apporto per la Marina svedese, in quel momento dotata di un numero piuttosto ridotto di unità.
La Romulus, ex Spica, rimase in servizio sino al 15 agosto 1958, quando venne radiata e quindi avviata alla demolizione.